# リトル行進曲
『リトル行進曲』（リトルマーチ）は、八木ちあきによる日本の漫画作品。『なかよし』（講談社）にて1990年7月号から1992年6月号まで連載された。単行本は全4巻。

## 書誌情報
- 八木ちあき『リトル行進曲』講談社〈講談社コミックスなかよし〉、全4巻
  1. 1991年4月6日発行、ISBN 4-06-178684-9[1]
  2. 1991年9月6日発行、ISBN 4-06-178696-2[2]
  3. 1992年3月6日発行、ISBN 4-06-178710-1[3]
  4. 1992年7月6日発行、ISBN 4-06-178722-5[4]